# Palanca (rejon Ștefan Vodă)
Palanca – wieś w południowej Mołdawii, w rejonie Ștefan Vodă. W 2014 roku liczyła 1708 mieszkańców.

## Położenie i międzynarodowe znaczenie
Palanca położona jest nad Dniestrem, u jego ujścia przez Liman Dniestru do Morza Czarnego. Mołdawia nie ma jednak dostępu do Limanu, a oddziela ją od niego zaledwie 3 km terytorium Ukrainy. Z kolei przez Palancę biegnie na długości 8 km główna droga (M15), łącząca ukraiński Budziak (dawny obwód izmailski) z Odessą, a zarazem z resztą Ukrainy. 
Niedogodności te z punktu widzenia obu państw były wrażliwym punktem w relacjach między Mołdawią a Ukrainą. W 2012 roku Mołdawia oddała Ukrainie ośmiokilometrowy odcinek drogi przez Palancę w zamian za 430 metrów wybrzeża u ujścia Prutu do Dunaju, w celu rozbudowy portu w Giurgiulești, jedynego portu morskiego w Mołdawii. Odcinek drogi z asfaltem stanowi odtąd własność Ukrainy na terytorium Mołdawii i pozostaje pod jej kontrolą.